# 秦逸三
秦 逸三（はた いつぞう、1880年12月14日 - 1944年5月25日）は、日本で初めて人造絹糸（レーヨン）製造に成功した科学者・実業家。帝国人造絹糸（現・帝人）共同設立者。今の広島県安芸郡海田町出身。

## 経歴
広島県立広島第一中学校（現広島県立国泰寺高校）、第一高等学校を経て、東京帝国大学医科大学薬学部に入学したが、同大学工科大学応用科学科に転入学した。1908年に卒業後、樟脳事務局に就職。のち神戸税関を経て、米沢市にある旧制米沢高等工業学校（現山形大学工学部）教授となり、研究室でビスコース人造絹糸（レーヨン）製造に専念する。
1884年にフランス人イレール・ド・シャルドネによって発明されたレーヨンは、1892年に工業化に成功し、日本にも紹介され、1905年から本格的な輸入が始まり、日本市場にも徐々に普及していった。しかしその製造方法は機密とされ、国内で生産するためには製造法を独自に研究しなくてはならなかった。
鈴木商店の金子直吉が秦の大学の同窓であった久村清太に勧められ、1915年4月に米沢を訪れ、秦の研究室を見学し、レーヨンの国産化の援助を決意。1915年に米沢人造絹糸製造所を立ち上げた。秦はその技師長になって工場内に転居し、建設の陣頭指揮を執る。同製造所は1916年5月に木製紡糸機10台40錘で操業を開始した。同年には先進地の欧米を視察するが、製造法の秘匿のため成果が得られず、欧米から30年遅れた人絹製造技術を独力で研究開発することとなった。
1918年、帝国人造絹糸株式会社（のちの帝人）が設立されると取締役となり、ついには工業化に成功、日本の人絹工学のパイオニアとなった。これは日本で最初の大学発ベンチャー企業とも言われる。
1921年に広島市千田町（現在の同市中区千田町）の元・神戸製鋼所広島銑鉄工場跡に帝人広島工場が建設されると1926年に広島市に帰郷。1934年、常務取締役第二帝人社長。1942年同社顧問。日本産業協会総裁表彰、藍綬褒章受章。1944年没。